# Gert Bo Jacobsen
Gert Bo Jacobsen (* 18. Dezember 1961 in Østrup) ist ein ehemaliger dänischer Profiboxer und Weltmeister der WBO im Weltergewicht.

## Karriere
Bei den Amateuren wurde er 1981 Dänischer Meister im Leichtgewicht und erreichte das Achtelfinale bei den Europameisterschaften 1981 in Finnland. 1982 begann er seine Profikarriere und boxte bis 1987 ausschließlich in Dänemark. Bereits in seiner Aufbauphase schlug er mehrere nationale Meister und EM-Herausforderer. Im Januar 1986 gewann er selbst den Europameistertitel (EBU) im Leichtgewicht mit einem t.K.o.-Sieg gegen René Weller. Dies war René Wellers einzige Niederlage in seiner Profikarriere. Er verteidigte den Titel gegen den Ex-Europameister Alfredo Raininger, den Benelux-Meister Fernando Blanco, den Spanischen Meister José Hernando, den Französischen Meister Alain Simoes und den Italienischen Meister Claudio Nitti.
Ungeschlagen in 26 Kämpfen, boxte er am 28. Oktober 1988 um den Weltmeistertitel der IBF im Leichtgewicht, unterlag dabei jedoch gegen Greg Haugen. Bei einem erneuten Kampf um den Europameistertitel verlor er zudem im Juni 1989 gegen den starken Spanier Poli Díaz. Im Februar 1991 konnte er erstmals um den WBO-Titel im Weltergewicht antreten, verlor die Begegnung jedoch in der neunten Runde gegen Manning Galloway. Bei einem Rückkampf im November 1992 endete das Duell bereits in der ersten Runde wertungslos, nachdem es zu einem Zusammenstoß beider Sportler mit den Köpfen gekommen war. Beim dritten Kampf gegen Galloway im Februar 1993 konnte sich Jacobsen schließlich einstimmig nach Punkten durchsetzen und wurde damit Dänemarks erster Boxweltmeister.
Er verteidigte den Titel allerdings nie, sondern legte ihn bereits im Oktober wieder nieder. Anschließend besiegte er noch eine Reihe unbedeutender Gegner, sowie den zweifachen WM-Herausforderer Jackie Beard. 1994 und 1995 verlor er bei Europameisterschaftskämpfen im Halbweltergewicht jeweils gegen Khalid Rahilou. Er beendete anschließend seine Profikarriere mit 43 Siegen aus 49 Kämpfen, davon 30 vorzeitig.
| Vorgänger        | Amt                                                                       | Nachfolger      |
| ---------------- | ------------------------------------------------------------------------- | --------------- |
| Manning Galloway | Boxweltmeister im Weltergewicht (WBO) 12. Februar 1993 – 16. Oktober 1993 | Eamonn Loughran |